# Fufeng Group
Fufeng Group Limited («Фуфэн Груп») — китайская пищевая и химическая компания, один из крупнейших в мире производителей пищевых добавок, усилителей вкуса и подсластителей, а также различных аминокислот, гидроколлоидов, приправ, комбикормов, удобрений, косметических и фармацевтических препаратов. Основана в 1999 году, официально зарегистрирована на Каймановых островах, операционная штаб-квартира расположена в городе Линьи (провинция Шаньдун), международная штаб-квартира — в Гонконге. Компанию возглавляет миллиардер Ли Сюэчунь.

## История
Компания основана в 1999 году предпринимателем Ли Сюэчунем, в феврале 2007 года вышла на Гонконгскую фондовую биржу. 
Весной 2022 года Fufeng Group приобрела участок земли для постройки завода по переработке кукурузы в Гранд-Форксе (штат Северная Дакота), однако это вызвало возражения и судебные иски. Американские политики и журналисты высказали опасения по поводу национальной безопасности, так как компания тесно связана с китайскими властями и работает в Синьцзяне, где нарушаются права уйгуров, а рядом с Гранд-Форксом расположена крупная военно-воздушная база. В сентябре 2022 года решением мэра города строительство завода было приостановлено.

## Деятельность
Fufeng Group является одним из крупнейших в Китае производителей аминокислот, биологических коллоидов, органических удобрений, комбикормов и других продуктов биоферментации. Компания перерабатывает кукурузу, производит крахмал, глутамат натрия, пищевой гиалуронат натрия, треонин, валин, изолейцин, лейцин, лизин, триптофан, глутамин, глутаминовую кислоту, ксантановую камедь, геллановую камедь, пектины, кукурузное масло, куриный бульон и другие приправы, кристаллизованную глюкозу, фруктозу и другие крахмальные подсластители, фармацевтические и косметические препараты (в том числе фармацевтическое сырьё и адъюванты, полисахариды, капсулы кордицепина, добавки в комбикорма и гиалуроновую кислоту), различные удобрения (в том числе синтетический аммиак).
По итогам 2021 года основные продажи Fufeng Group пришлись на пищевые добавки (48,2 %), корма для животных (35,4 %), аминокислоты (6,6 %) и коллоиды (4,8 %). Главным рынком сбыта является Китай (67,9 %), однако значение экспортных поставок постоянно возрастает. 

### Структура
В состав Fufeng Group входят дочерние компании Shandong Fufeng Fermentation, Neimenggu Fufeng Biotechnologies, Xinjiang Fufeng Biotechnologies, Baoji Fufeng Biotechnologies (Баоцзи), Hulunbuir North East Fufeng Biotechnologies (Хулун-Буир), Qiqihar Longjiang Fufeng Biotechnologies (Цицикар), Jiangsu Shenhua Phamaceutical, Fufeng R & D Center и Fufeng Import & Export, базирующиеся в провинциях Шаньдун, Шэньси, Хэйлунцзян и Цзянсу, а также во Внутренней Монголии и Синьцзяне.

## Акционеры
Крупнейшими акционерами Fufeng Group являются Ли Сюэчунь (39,5 %), Tree Top Asset Management (15,9 %), The Vanguard Group (1,89 %), Dimensional Fund Advisors (1,66 %), Ли Дэхэн (1,39 %), FIL Investment Management (1,25 %), Norges Bank Investment Management (0,76 %), BlackRock Fund Advisors (0,7 %) и Mellon Investments (0,38 %).